# Добруджански въпрос
Добруджански въпрос се нарича въпросът за принадлежността на територията, населението и историческото наследство в Добруджа, и в частност в Северна Добруджа след Руско-турската война (1877 – 1878).

## Възникване
След края на Руско-турската война (1877 – 1878), Руската империя, за да компенсира Румъния по повод възстановеното статукво отпреди Кримската война с последвалия я Парижки мирен договор за ивицата (коридора) земя от Южна Бесарабия, който ѝ е предоставен за излаз на Черно море по силата на този мирен договор, ѝ предлага в замяна Северна Добруджа. В хода на мирния процес след края на войната с последвалите я Санстефански и Берлински договор, границата между Румъния и България в Добруджа непрекъснато се измества на юг в полза на първата.
Първоначално румънската общественост отхвърля руското предложение. Нежеланието на румънските управляващи и общественост да приемат Северна Добруджа като компенсация и в замяна на Бесарабия се илюстрира добре от вестник „Telegraful“ от 30 март 1878 г.:
| „ | Добруджа ще стане един нов български въпрос. Предстои създаване на княжество България: то веднага ще поиска Добруджа, където принципът на естествените граници, както и принципът на националностите ще бъде в полза на нейните искания | “ |

На 2 април 1878 г. тогавашният румънски министър-председател Братияну заявява чрез вестник „Steaua României“:
| „ | И въпрос не може да става да се приеме Добруджа. Както географско-икономически, така и етнически, и исторически Добруджа не съставлява част от нашата територия. Разположена отвъд Дунава, тя е естествено продължение на България; населена е най-вече с българи, турци, татари. В нея румънци няма. Ако ние я завладеем, ще стане постоянен източник на конфликти между нас и българите: една отворена рана... | “ |

На 14 ноември същата година румънският крал Карол I отправя до добруджанското население следното послание на български език:
| „ | С Берлинския договор европейските велики сили присъединиха вашата родина към Румъния. Ние няма да влезем като завоеватели във вашите граници, така определени от Европа... | “ |

Създаденото от Великите сили положение на разделение на Добруджа между Румъния и България е узаконено от Берлинския конгрес и добруджанският въпрос става основен проблем на българо-румънските отношения. Впоследствие този въпрос е многократно меркантилно и користно използван от една или друга от Великите сили като разменна монета в хода на едни или други международни или мирни преговори. След като политиката на Великите сили създава и превръща добруджанския въпрос в „ябълка на раздора“ между Румъния и България, то той се превръща в една нова такава на Балканите след Берлинския конгрес.

## История

### От Руско-турската война до края на Балканските войни
От 1878 до 1912 година добруджанският въпрос не предизвиква сериозни усложнения в отношенията между България и Румъния. Без да се отказва от своите исторически и етнически права над Добруджа, България, заета с обединяването на разпокъсаното отечество и с освобождението на земите, останали под турска власт, дълго време не повдига в междудържавните и международни отношения добруджанския въпрос. Тази пасивна позиция на българската дипломация води до нарастване на румънските апетити към български земи и погледите на румънската външна политика се обръщат все по на юг към българските земи в Добруджа.
Удобен повод за задоволяване на своите шовинистични аспирации Румъния намира след българските победи в Източна Тракия през есента на 1912 година в хода на Балканската война. При откриването на румънския парламент на 25 ноември 1912 г. крал Карол I изненадващо заявява, че
| „ | Румъния е важен фактор в европейския концерт и при окончателното уреждане на въпросите, повдигнати от балканската криза, нейната дума ще трябва да се чуе. Армията е в състояние да отговори на доверието на народа | “ |

Веднага след това изказване пред парламента на румънския държавен глава, румънското правителство поисква корекция на българо-румънската граница в Добруджа, а в страната изкуствено се инспирират настроения за компенсация на Румъния за сметка на България, тъй като последната се е прекалено и несъразмерно уголемила заплашвайки балканския паритет на силите. Същевременно румънският шовинизъм иска компенсации за поделените територии на Османската империя между съюзниците в Балканските войни, понеже те са разделили територии и с румънско население (виж Велика Влахия). Така се стига до конференцията на посланиците в Санкт Петербург на 9 май 1913 г., която под председателството на руския министър на външните работи Сергей Сазонов, и с участието на посланиците на Германската империя, Англия, Австро-Унгария, Италия и Франция, решава България да отстъпи град Силистра на Румъния, но отхвърля румънските искания за корекция на останалата част от границата в Добруджа.
С това си поредно политическо решение великите сили разгарят още повече противоречията между Румъния и България, създавайки нови усложнения на Балканите. В Румъния са недоволни от решенията на посланическата конференция и се надигат гласове за заграбване на Южна Добруджа, а България и българското обществено мнение са потресени от „справедливостта на това соломоновско решение“.
Удобен момент за задоволяване на румънските шовинистични планове (виж Велика Румъния) възниква веднага след посланическата конференция и това се оказва Междусъюзническата война от 1913 г. Използвайки крайно притеснителното военно положение на България в центъра на Балканите и обстоятелството, че Българската армия е ангажирана изцяло в бойни действия срещу Сърбия и Гърция, румънската армия напада на 29 юни 1913 г. България в гръб, завладявайки Южна Добруджа и през Дунав достига до околностите на София. Това води до капитулацията на България и новото статукво на Балканите е узаконено от Букурещкия мирен договор, подписан от балканските страни на 10 август 1913 г. Според неговите клаузи
| „ | новата граница между България и Румъния тръгва от Дунава, по-нагоре от Тутракан, по течението на реката и достига до Черно море на юг от Екрене | “ |

Договорът задължава България да събори не по-късно от две години съществуващите фортификационни съоръжения и да не предприема военно строителство в Русе, Шумен и областта между тях, както и в една зона от двадесет километра около Балчик.

Европейският концерт на Великите сили въздига договора от Букурещ до ранг на голямо международно постижение, а Румъния – до истински хуманен и безкористен миротворец, без да отчита факта, че този миротворец заграбва по силата на Букурещкия мир цяла Добруджа – люлката на българската държавност. Въпреки „хуманния и миротворен характер“ на Букурещкия мир, Румъния продължава прекрасно да осъзнава българската етническа и историческа принадлежност на Добруджа, като дори след края на това „велико постижение на румънската дипломация и външна политика“ се надигат гласове в страната призоваващи към благоразумие: 
| „ | Справедливо и необходимо е да се ревизира Букурещкият мирен договор. Ако Румъния желае да изтрие горчивите следи на миналото на Букурещкия договор, трябва да бъде по-примирителна и върне територията на Южна Добруджа, която тя отне несправедливо от България | “ |

Това е мнението на Таке Йонеску – бивш румънски външен министър и един от авторите на Букурещкия мирен договор. Румънският публицист Фору на 10 юни 1914 г. чрез вестник Universal заявява:
| „ | Рано или късно, при принципа на националностите ще трябва да върнем на България териториалния четириъгълник, който взехме с Букурещкия мирен договор – с това ще останем честни спрямо българите и направим за тях това, което желаем да се прави на нас | “ |

### По време на Първата световна война
По време на Първата световна война добруджанският въпрос придобива нови измерения на сцената на „голямата игра“. По силата на подписаната тайна спогодба от 6 септември 1915 г. между германския посланик в София Георг Михаелис и българския министър-председател и министър на външните работи Васил Радославов се предвижда, че ако Румъния без никакво предизвикване атакува България, нейните съюзници се съгласяват България да си върне територията, която е отстъпила на Румъния по Букурещкия договор, както и да присъедини една допълнителна ивица от Северна Добруджа.
На 1 септември 1916 г., след румънското нападение срещу Австро-Унгария (чийто съюзник е България), българската войска настъпва в Добруджа. Освободени са Тутракан, Силистра, Добрич, Балчик, Мангалия, Кюстенджа, Бабадаг, Черна вода, Хърсово, Тулча. След победата на 3 януари 1917 г. при Мачин, командваната от ген. Колев I конна дивизия в състава на III българска армия прогонва на 5 януари остатъците от руските и румънските части отвъд Дунав, с което слага край на румънското управление на Добруджа. Съгласно Буфтейския и Букурещкия мирни договори, Румъния връща на България Южна Добруджа заедно с част от Северна Добруджа южно от линията Черна вода – Кюстенджа. Останалата част от Северна Добруджа до Дунавската делта остава под съвместното управление (кондоминиум) на Централните сили. На 25 септември, с Берлинския протокол, и тази част от Добруджа е предадена на България.
Само няколко дена по-късно обаче е сключено Солунското примирие, с което България излиза от войната като победена, а Ньойският мирен договор от ноември 1919 г. отново дава цяла Добруджа на Румъния.
Добруджанският въпрос според някои анализатори е в основата на противоречията между Централните сили. Войната е загубена за тях с провала на лятната кампания на Западния фронт през 1918 г.

### В периода между двете световни войни
След края на Първата световна война в Добруджа е възстановено статуквото от 1913 г. по силата на Букурещкия мирен договор от същата година. Границата между България и Румъния според Ньойския мирен договор остава такава, каквато е на 1 август 1914 г.
Тези данни са потвърдени и от рапорта на териториалната комисия на Парижката мирната конференция под председателството на Тардьо от 6 април 1919 г. Според анекс III на този рапорт, през 1913 г. Румъния е получила една област от 7630 кв. км с 273 090 души, от които само 6090 са румънци срещу 267 000 друго население.
След Първата световна война румънските власти предприемат политика на системна колонизация на Южна Добруджа с румънци и куцовласи, която има за цел да промени етническия облик на областта, като изтласка компактния български елемент и денационализира останалото българско население в областта, подготвяйки окончателното завладяване на Добруджа от Румъния.
Според румънското преброяване от 1930 г. населението на Добруджа се увеличава бързо и достига – 10 години след войната – до 378 344 души, от които:
българи 143 209, или 37,9%
турци 129 025, или 34,1%
румънци 77 726, или 20,6%
По време на преброяването в Северна Добруджа живеят около 60 000 българи (според български сведения), а според румънските статистики – 43 000 души.
През 1936 г. е сключена конвенция между Румъния и Турция за изселване на турското население в Анадола, за да може румънското правителство да извърши допълнителна колонизация върху освободените от турското население земи. При това положение към 1938 г. населението на Южна Добруджа достига до 419 075 души и се разпределя по етнически групи според поредната румънска статистика, както следва:
българи 162 688
турци 102 542 (около 40 хиляди вече са изселени)
румънци 93 276
Румънската колонизационна политика в Добруджа от Руско-турската освободителна война до Втората световна война се осъществява най-вече посредством принуда в аграрните обществени отношения в полза на румънските колониалисти в областта. За целта е създадено специално законодателство (Закон за организиране на Южна Добруджа и Закон за проверка на аграрната собственост от 1924 г.), които илюстрират основните идеи на румънската аграрна политика в Добруджа в периода между двете световни войни. Чрез тези закони Румъния слага ръка върху 1/3 от обработваемата площ на Южна Добруджа за сметка на българското население. Посредством приложението на тези два закона се създава огромен по размер поземлен фонд за колонизация. На тези изтръгнати от българското население земи са настанени куцовласи от Македония. Впоследствие законите са многократно изменяни, въвеждайки законодателна забрана българи да купуват и продават земи помежду си. Освобождаваните земи от българските изселници, които емигрират към България, по силата на закона могат да се продават единствено на румънската държава.
Същевременно румънската държава толерира своеволната пълна конфискация на цели земеделски стопанства по най-различни поводи, главно чрез насилствено изкупуване. Българите в областта са лишени от кредитен ресурс за закупуване и обработване на земите си и са облагани с тежки данъци. В резултат на всичките тези комплексни мерки за румънска колонизация на Добруджа за по-малко от две десетилетия от коренното българско население е отнета близо 500 хиляди хектара плодородна земя.
Аграрната румънска политика и политиката на насилствена колонизация в областта се провежда с една неприкрита и брутална културна репресия. През 1913 г. в Южна Добруджа има 276 български училища с 584 учители и 21 951 ученици. За две десетилетия румънската власт слага край на българското просветно дело в областта, конфискувайки училищните сгради и пособия, и прогонвайки българските учители. В навечерието на Втората световна война в Южна Добруджа има само 4 български училища – в Силистра, Добрич, Балчик и Каварна, които се издържат от доброволни дарения на местното българско население. В тях се учат 3100 ученици от 182 учители.
Не по-различна през този исторически период е участта и на Българската православна църква в областта. От 112 български църкви през 1912 г., към 1935 г. остават незаети от румънската църква едва няколко. Според един мемоар от 1935 г. румънските власти дават съгласие за богослужение на български език само на 14 села, където населението е над 80% българско. Имотите на българските църковни настоятелства са отнети от румънската държава. Затворени са и 57 български читалища и всички български библиотеки в областта, като тяхното книжовно богатство е разпръснато по румънските библиотеки. Формално е признато правото за издаване на български вестници в областта, но фактически те са забранени.
Единственият международен акт, който гарантира спазване правата на българите в Добруджа, е Договорът за спазване на правата на малцинствата, сключен между Съюзните сили и Кралство Румъния на 9 декември 1919 г. Румънската страна проявява неимоверна съпротива както при подписването на Договора за малцинствата, така и срещу поемането на ангажимента за зачитане на правата, и специално на правата на българското малцинство в кралството. Общият отказ се основава на аргумента, че с подписването на договора се нарушава румънският суверенитет и се открива възможност за намеса във вътрешните работи на страната. Въпреки че Румъния подписва Договора за малцинствата, румънските власти провеждат последователна асимилационна и антималцинствена политика в периода между двете световни войни. За периода 1919 – 1939 г. в Секретариата на ОН (главно в Секцията за малцинствата) срещу румънската държавна политика са изпратени най-много петиции-оплаквания по малцинствените проблеми. Общият брой на документите е 81, като 68 от тях засягат спазване правата на българите в Добруджа. Същевременно Царство България, което подписва и ратифицира всички международни актове относно малцинствата, е атакувано само два пъти за целия 20-годишен период (1919 – 1939). Това са два отговора-становища на румънското правителство, в които се повдига въпросът за положението на власите в района на Кула, Лом и Видинско. С тях Румъния пледира за признаване на права на т.нар. „влашко население“ в България, което по данни на румънското правителство от 1933 – 1934 г. се оценява на „330 хиляди“ (при преброяването на населението в България през 1926 г. за румънци (по признак майчин език) се обявяват 73 746 души). Този спорен румънски документ е изпратен като контра-отговор на оплакванията на българи от Южна Добруджа спрямо румънската малцинствена политика.
Междудържавните отношенията между България и Румъния между двете световни войни се определят изключително от Добруджанския въпрос.

### Международен контекст на добруджанския въпрос
Румънските отношения със Съветска Русия и Съветски съюз след Първата световна война са сложни и недоброжелателни. Съветското непризнаване за присъединяването на Бесарабия към Румъния кара кралството да се отнася в някои аспекти по-благосклонно към подобряване на отношенията с България. В резултат на тази антикоминтерновска политика и по силата на Малцинствения договор румънското правителство разрешава да се открият български училища в Букурещ, Галац, Кюстенджа, Добрич и Силистра, както и няколко български църкви. В израз на тази политика румънското правителство през 1922 г. приема да се възложи на една българо-румънска комисия да потвърди средства за приятелско уреждане на редица спорни въпроси, възникнали между двете страни вследствие завземането от румънска страна на Южна Добруджа. След посещение на Александър Стамболийски в Букурещ през 1922 г. комисията започва работа. Въпреки че земеделското правителство обещава на Румъния да пази благосклонен неутралитет в случай на конфликт между Румъния и СССР, комисията не постига целта си. Преговорите са прекъснати. Няколкото опита от българска страна за нова среща не дават резултат. Главната пречка за разбирателство е българското искане за вдигане на наложения секвестър върху имотите на българите в Румъния. След управлението на генерал Авереску (период на сравнителна толерантност към българското малцинство), от 1924 г. Румъния започва брутална икономическа, политическа и културна репресия спрямо българите в Добруджа.
Една от причините за неприсъединяването на България към Балканската Антанта от 1934 г. е румънската държавна политика към българите в Добруджа.
В периода до Крайовската спогодба всички българо-румънски преговори за статута на българското национално малцинство в Румъния по една или друга причина се провалят от румънска страна.

## Крайовска спогодба
След Мюнхенското споразумение българската външна политика по добруджанския въпрос търпи по обясними причини бърза еволюция. Българската външна политика изоставя спорните и висящи въпроси за положението на българското малцинство, като формулира ново искане – връщане на Южна Добруджа към България. През април 1939 г. министър-председателят Георги Кьосеиванов формулира пред парламентарната комисия по външните работи целите на тази нова политика, в която като главна задача се изтъква териториалното искане на България за връщането на Южна Добруджа.
Поставянето на добруджанския въпрос като първо искане в системата на мирната ревизия на Ньойския договор има исторически, икономически, политически и конюнктурни основания. Главното е, че Добруджа е изконна българска земя на чиято територия се образува Дунавска България, където винаги и непрекъснато живее компактно българско население с формирано национално съзнание, култура, език и народностни традиции и обичаи. Същевременно Южна Добруджа в историко-географски план е едно естествено продължение на територията на царството към 1940 г. и неотделим стопански хинтерланд на Варна, Русе и Шумен, като житница на България. При това Добруджа е отнета от България не чрез победоносна война, а по силата на един несправедлив международен договор, несъобразен нито с историята, нито с географията, нито с етническите права на България над тази територия с преобладаващо българско население.
През януари 1939 г. цар Борис III поставя добруджанския въпрос в Рим, но там не обръщат внимание на българските претенции, тъй като Италия се интересува главно от Южните Балкани (Далмация, Албания и Епир) и с оглед на своите цели се стреми да насочи вниманието на България в тази насока.
В Берлин първоначално посрещат българските искания резервирано. Германия се стреми да привлече Румъния на своя страна, за да си осигури румънския петрол от Трансилвания и не желае да се ангажира с България по добруджанския въпрос. До окончателното налагане на Германия като водеща велика сила в румънската политика, тази позиция на германската дипломация остава непроменена. В началото на 1940 г., когато България става обект на най-силна дипломатическа обработка от страна на англо-френския блок и е в непрекъснато засилващи се връзки със СССР, българската дипломация се опитва да склони Германия по добруджанския въпрос, изтъквайки западната и руската заплаха.
Отношението на Англия, Франция и САЩ към добруджанския въпрос се определя от тяхната обща политика в Югоизточна Европа в навечерието на Втората световна война. Тези страни се стремят да създадат един общ и неутрален по отношение на Германия и СССР балкански блок, към който евентуално да бъде привлечена и България. С оглед на това англо-френската дипломация се опитва да внуши на румънския крал Карол I, че трябва да се уредят висящите въпроси с България, на което той категорично заявява, че никога няма да се съгласи с отстъпка на територии на Унгария и България, но все пак ще се занимае със спорните въпроси.
При това румънско отношение по спорните въпроси с Унгария и България, Франция и Англия застават на румънска страна и чак до окончателното преориентиране на Румъния към Тристранния пакт през пролетта на 1940 г. тази тяхна позиция остава непроменена.
Българските дипломатически постъпки в Париж и Лондон през 1939 и в началото на 1940 г. не донасят никакви резултати. Отрицателното отношение на тези страни към българските искания за Добруджа и преди всичко гаранциите давани от Германия укрепват волята на Румъния за противодействие.
Едва в края на 1939 г. английската дипломация прави пръв опит да ревизира своето становище. Тази нова ориентация е свързана с пътуването на лорд Лойд Джордж, на когото е възложена мисията да убеди Румъния да отстъпи по добруджанския въпрос, за да се създадат условия за привличането на България към Балканския неутрален блок и да се нанесе удар върху германското влияние на Балканите. Тази мисия обаче завършва безрезултатно.
В отношенията си с Англия и Франция българското царско правителство се опитва да използва същия дипломатически ход, който пласира в Берлин и Рим. Докато българските дипломати внушават на Германия, че не е в неин интерес въпросът за Добруджа да се урежда чрез съдействието на Англия и СССР, а в Рим направо плашат, че ако Италия не прояви разбиране, ще се обърнат с молба към Русия, по отношение на англо-френския блок се лансира главно съветската заплаха.
Позицията на СССР по българските искания за Добруджа се различава от тази на Германия и на англо-френския блок. Още през 1937 г. сред дипломатическите и военните среди в Москва се смята, че България, поради тежкото положение на Румъния, има най-добър шанс да си възвърне не само Южна, но и цяла Добруджа, като излезе на устието на Дунава и установи съседство със СССР. Съветското отношение остава непроменено и след 1 септември 1939 г.
Така на полето на международната дипломация към пролетта на 1940 г. се очертава една твърде благоприятна международна обстановка за България към уреждане на въпроса за Южна Добруджа.
Инициативата за решаване на въпроса за Южна Добруджа идва от Германия, която успява да се наложи в румънската политика и в стремежа си да овладее положението на Балканите се опитва да спечели окончателно България на своя страна. В резултат на този отчетлив германски външнополитически стремеж сред германската дипломация съзрява идеята за компенсация на България, като ѝ се върне Южна Добруджа.
Същевременно англо-френският блок също изоставя Румъния. През пролетта на 1940 г. английската и френската дипломация правят все по-определени признания за законността на българските искания и се отказват от гаранциите, дадени на Румъния през 1939 г.
Съветският съюз също продължава да защитава своята теза, че България има исторически и икономически права над Южна Добруджа и застава изцяло в нейна подкрепа.
В резултат на това през пролетта на 1940 г. Румъния се оказва абсолютно изолирана и изоставена по въпроса за Южна Добруджа, което я принуждава към отстъпки и тя започва сама да търси пътища за подобрение на отношенията си с България.
В този момент българската дипломация усеща, че часът за частично уреждане на добруджанския въпрос е настъпил. На тайно съвещание във външното министерство на 4 април 1940 г. решаването на добруджанския въпрос се определя като задача №1 на българската политика. Министърът на външните работи Иван Попов разработва цяла програма за неговото уреждане. Той съветва дипломатите да подчертаят, че България иска да реши миролюбиво този въпрос, че става дума за поправка на една несправедливост, че България няма други интереси в Румъния, че срещу Южна Добруджа тя не би могла да влезе в Балканското споразумение, но че е готова да сключи с Румъния пакт за ненападение или за гарантиране на новата обща граница.
Българската дипломация се заема незабавно да осъществи начертаната от Иван Попов програма. През април и май 1940 г. българските легации в чужбина и особено представителствата в Берлин, Москва, Лондон, Париж и Букурещ изпълняват предписаните от Външно министерство постъпки.
Същевременно огромен натиск върху Румъния оказват СССР и Унгария. На 26 юни 1940 на румънския пълномощен министър в Москва е връчена нота за опразване на Бесарабия и северната част на Буковина в срок от 24 часа. След два дни Съветският съюз пристъпва към завземане на посочените области и за 4 дни Червената армия установява новата граница. Това предизвиква спонтанна реакция в Унгария. Още през юни 1940 г. е проведена мобилизация и концентрация на унгарската армия на румънската граница. Румъния е на колене смъртно изплашена. В този момент страната решава да уреди бързо въпроса за Южна Добруджа с България, за да освободи ангажираните отвъд Дунава военни части и укрепи отбраната на западната си граница с Унгария.
В този момент българската дипломация решава да действа бързо и енергично пред великите сили. На 29 юни 1940 цар Борис III заявява, че ако България не получи Южна Добруджа, в България ще възникне опасност от пролетарска революция, която ще установи най-тесен съюз със Съветския съюз. Съобщавайки в Берлин за разговора си с царя в София, германският посланик в България обръща внимание, че обстановката в страната с оглед опазване на германските интереси става много опасна. Той препоръчва да се предприеме необходимото за засилване на германските позиции в България.
Българското правителство се консултира и с Москва, където на българското военно аташе е внушено, че България трябва да помисли не само за Южна, но и за Северна Добруджа, за да може България да излезе на Дунавската делта и да установи съседство със СССР, но това агресивно поведение на съветската дипломация плаши правителството и царя. В тази обстановка в България закипяват големи външнополитически страсти. Започва шумна манифестация на българо-унгарско сближение. Българското правителство заявява, че по принцип приема унгарската идея за една паралелна акция срещу Румъния.
Увлечени от примера на Унгария, Богдан Филов и Иван Попов решават да изменят на своя глава указанията на царя за мирно уреждане на добруджанския въпрос, като обявят мобилизация, демонстрирайки неприкрит стремеж от страна на България да си върне цяла Добруджа. Но държавният глава цар Борис III категорично се противопоставя на този авантюристичен план, характеризирайки го като „нов 16 юни“. Царят принуждава правителството да телеграфира в Рим и Берлин за своите намерения, за да изпитат ефекта от тяхното намерение и едва тогава да действат. Но и от двете места съветват българското правителство да не прибягва до употреба на сила по добруджанския въпрос. В започналия дипломатически натиск от България по добруджанския въпрос се включват бившият цар Фердинанд I Български и генерал Никола Жеков. На 7 юли 1940 г. Фердинанд се обръща с лично писмо до Хитлер, като изтъква колко важно е за германската източна политика България да получи Южна Добруджа чрез посредничеството на Германия.
След този натиск дипломацията на Германия и Италия стига до заключението, че протакането на решаването на добруджанския въпрос ще накърни влиянието на Оста в България. Хитлер и Рибентроп принуждават румънските власти да влязат в преговори с Унгария и България за уреждане на трансилванския и добруджанския въпрос.
На 26 юли 1940 г. в Германия се провежда тристранна среща с участието на българска и румънска делегация. Хитлер в прав текст заявява на румънската страна, че е съгласен със справедливостта на българското искане, включително и за Силистра, но отказва да поеме каквато и да била арбитражна роля. С тази среща акцията на българската дипломация за спечелване на международна подкрепа за уреждане на добруджанския въпрос приключва. Двете най-влиятелни на Балканите велики сили – Германия и СССР – застават едновременно и окончателно на българска страна по добруджанския въпрос.
При така създалото се международно положение на 2 август 1940 г. Коронният съвет на Румъния упълномощава Външното министерство на страната да започне преговори с България и Унгария. Румънският външен министър Манулеску предава на пълномощния министър в Букурещ Стоян Петров-Чомаков румънска декларация, адресирана до българското правителство.
На 14 август Петров-Чомаков връчва на Манулеску българския отговор, в който румънската идея за предварителни преговори по същността на проблема е отхвърлена, като се заявява, че България няма да отстъпи от своето искане за възстановяване на границата до 1913 г.
На 16 август в София пристига румънско контрапредложение. Развивайки тезата, че България и Румъния имат еднакви исторически основания и етнически права над Южна Добруджа, румънското правителство настоява за териториални отстъпки, като иска да запази Силистра и Балчик и настоява да се отдели една крайбрежна зона, претендирайки за една област от 1200 кв. км, или около 1/6 от територията на Южна Добруджа. Наред с териториалните претенции Румъния изисква от българска страна една предварителна декларация, че ще осигури достатъчно време за евакуация и една втора декларация, според която България се задължава да репатрира всички българи от Румъния и да заплати недвижимата и движима собственост на румънските колониалисти в областта. Очевидният румънски стремеж е да се протакат преговорите, за да даде възможност на заселниците в Южна Добруджа да приберат всичкото свое имущество, като същевременно получат компенсации за земи и собственост, заграбени от българското население посредством румънската държава и политика.
На 7 септември 1940 г. под напора на обстоятелствата преговорите са финализирани с договор, няколко спогодби и приложения към договора, които уреждат българо-румънския спор за Южна Добруджа. Крайовският договор установява възстановява старата граница между България и Румъния в Добруджа от периода 1878 – 1913 година. Той санкционира принципа за задължително репатриране на равен брой българи и румънци от Северна и Южна Добруджа, уреждайки и финансово-имуществените въпроси, произтичащи от връщането на територията на Южна Добруджа в патримониума на България.
Опразването на Южна Добруджа от румънската власт и завземането ѝ от българската армия се извършва на четири етапа между 20 септември и 1 октомври 1940 г. В резултат на тези действия с манифест от 21 септември 1940 г. цар Борис III нарежда на българската армия да заеме по мирен начин възвърнатата на България южнодобруджанска територия.
Възвръщането на територията на Южна Добруджа към България е призната от всички велики сили, което става причина тази територия да е единствената невъзстановена по старото статукво, съгласно взетите решения с Парижкия мирен договор от 1947 година, който бележи края на Втората световна война.

## Недоволство срещу Крайовската спогодба
Въпреки блестящия дипломатически ход, с който по силата на мирно споразумение Южна Добруджа е възвърната на България, не липсват и критични мнения за акта на сключване на Крайовската спогодба. Българи от Северна Добруджа, изтъквайки позицията на Съветския съюз по добруджанския въпрос в навечерието на операция Барбароса, критикуват българските искания като палиативни в едно изложение срещу Крайовската спогодба, определяйки я като най-срамния акт, сключен от българските управници в течение на историята, тъй като по силата на споразумението българското правителство и държава изоставят на произвола на съдбата българското население в Северна Добруджа. За отбелязване е и фактът, че съгласно спогодбата България се задължава с твърде големи за възможностите ѝ финансови компенсации спрямо Румъния – за една сума от 850 000 000 леи срещу стойността на личните имоти на румънските изселници от областта. Парите обаче са заплатени след като военната инфлация ги прави доста по-скромна сума.